# Top Four Cup
La Top Four Cup, llamada Independent Cup por razones de patrocinio, fue una Supercopa de fútbol en la que participaban los mejores cuatro equipos de la Liga de Irlanda de 1955 a 1974.

## Historia
La primera edición se jugó en la temporada 1955/56 y el ganador fue el Shamrock Rovers FC, de la cual fue el máximo ganador al ser campeón en siete ocasiones. La copa se llamaba Independent Cup debido a que su patrocinador principal era el Irish Independent, un periódico de escala nacional.
El último campeón fue el Cork Celtic FC en la temporada 1973/74, aunque entre 1998 y 2001 la Asociación de Fútbol de Irlanda organizaron la FAI Super Cup con el mismo formato de competencia.

## Otra Top Four
Irlanda del Norte organizó un torneo similar con el mismo formato y nombre entre 1965 y 1969 pero no tuvo éxito.

## Campeones
| Temporada  | Campeón          | Resultado | Finalista       | Sede           |
| ---------- | ---------------- | --------- | --------------- | -------------- |
| 1955–56    | Shamrock Rovers  | 1–0       | Waterford       | Dalymount Park |
| 1956–57    | Evergreen United | 2–1       | Drumcondra      | Dalymount Park |
| 1957–58    | Shamrock Rovers  | 2–1       | Drumcondra      | Dalymount Park |
| 1958–59    | Evergreen United | 1–0       | Shamrock Rovers | Dalymount Park |
| 1959–60    | Cork Celtic      | 2–1       | Shelbourne      | Dalymount Park |
| 1960–61    | Drumcondra       | 1–1       | Cork Celtic     | Dalymount Park |
| Replay     | Drumcondra       | 2–2       | Cork Celtic     | The Mardyke    |
| 2.º Replay | Drumcondra       | 3–0       | Cork Celtic     | Tolka Park     |
| 1961–62    | Shelbourne       | 2–1       | Cork Celtic     | Dalymount Park |
| 1962–63    | Drumcondra       | 2–2       | Cork Celtic     | Tolka Park     |
| Replay     | Drumcondra       | 4–3       | Cork Celtic     | Turners Cross  |
| 1963–64    | Dundalk          | 0–0       | Limerick        | Dalymount Park |
| Replay     | Dundalk          | 2–0       | Limerick        | Tolka Park     |
| 1964–65    | Drumcondra       | 3–0       | Shamrock Rovers | Dalymount Park |
| 1965–66    | Shamrock Rovers  | 3–3       | Bohemians       | Dalymount Park |
| Replay     | Shamrock Rovers  | 1–1       | Bohemians       | Tolka Park     |
| 2.º Replay | Shamrock Rovers  | 3–0       | Bohemians       | Dalymount Park |
| 1966–67    | Dundalk          | 0–0       | Bohemians       | Dalymount Park |
| Replay     | Dundalk          | 2–1       | Bohemians       | Tolka Park     |
| 1967–68    | Waterford        | 3–2       | Shamrock Rovers | Tolka Park     |
| 1968–69    | Waterford        | 2–0       | Shamrock Rovers | Tolka Park     |
| 1969–70    | Waterford        | 6–2       | Cork Hibernians | Kilcohan Park  |
| 1970–71    | Waterford        | 3–0       | Cork Hibernians | Tolka Park     |
| 1971–72    | Bohemians        | 2–1       | Finn Harps      | Dalymount Park |
| 1972–73    | Waterford        | 6–2       | Bohemians       | Tolka Park     |
| 1973–74    | Cork Celtic      | 0–0       | Bohemians       | Flower Lodge   |